# Kenneth Mitchell
Kenneth Alexander "Ken" Mitchell (Toronto, 25 de noviembre de 1974-Los Ángeles, 24 de febrero de 2024) fue un actor canadiense, conocido por haber interpretado a Eric Green en la serie de CBS Jericho (2006-2008) y por interpretar a varios personajes en la serie de ciencia ficción Star Trek: Discovery (2017-2021). En el cine, apareció como Ralph Cox en la película biográfica deportiva Miracle (2004) y como Joseph Danvers en la película de Marvel Studios Capitana Marvel (2019).

## Biografía
Tenía un hermano mayor, Sean David Mitchell.
En mayo del 2006 se casó con la actriz Susan May Pratt, la pareja le dio la bienvenida a su primera hija, Lilah Ruby Mitchell el 7 de julio de 2007 y a su primer hijo, Kallum Porter Mitchell el 9 de diciembre de 2012.

## Fallecimiento
En febrero de 2020, Mitchell reveló que le habían diagnosticado esclerosis lateral amiotrófica (ELA), también conocida como Enfermedad de Lou Gehrig. Por ello, a partir de octubre de 2019, se vio obligado a usar una silla de ruedas eléctrica. Para incorporar la silla de ruedas eléctrica de Mitchell, los showrunners de Star Trek: Discovery dijeron que su silla de ruedas eléctrica era una ayuda para moverse a consecuencia de una condición genérica. En agosto de 2020, Mitchel había perdido el uso de su voz debido a la enfermedad. Murió el 24 de febrero de 2024, a los 49 años de edad.

## Carrera
En 2004 apareció en un comercial para "Nokia", en la actualidad también ha aparecido en comerciales para el "Samsung Galaxy S4". En el mismo año. Mitchell fue elegido para la película deportiva biográfica Miracle junto con Kurt Russell, en el papel de hockey como Ralph Cox, que fue el último jugador cortado en los Juegos Olímpicos de Invierno de 1980. En 2006 se unió al elenco de la serie Jericho, donde dio vida a Eric Green hasta el final de la serie en 2008.
En 2013 apareció como invitado en la serie NCIS: Los Angeles, donde interpretó al agente especial Danny Gallagher. En 2014 se unió al elenco recurrente de la serie Switched at Birth, donde interpretó a Wes Gable. En 2015 se unió al elenco principal de la serie The Astronaut Wives Club, donde dará vida al astronauta Deke Slayton.
En 2017, interpretó a los tres personajes Klingons recurrentes en la serie ciencia de ficción Star Trek: Discovery: Kol de la primera temporada y Kol-Sha (padre de Kol) y Tenavik de la segunda temporada. También apareció como Aurellio en la tercera temporada, cuyo personaje se usó de un dispositivo similar a una silla de ruedas eléctrica coincidía con la situación real de Mitchell con su progresiva enfermedad de la esclerosis lateral amiotrófica (ELA); Mitchell insinuó que se le verá en la cuarta temporada interpretado a un personaje que, al igual que la situación progresiva de Mitchell, habría perdido el uso de su voz.
En 2022, Mitchell fue elegido para la serie de FX The Old Man junto con Dan Shotz, un amigo de Mitchell que también fue productor ejecutivo de Jericho. El papel también incorporó la condición de Mitchell en el personaje.

## Filmografía

### Televisión
| Año       | Título                                     | Personaje                                              | Notas                                             |
| --------- | ------------------------------------------ | ------------------------------------------------------ | ------------------------------------------------- |
| 2001      | Leap Years                                 | Spencer Matthew                                        | Papel recurrente, 9 episodios                     |
| 2002      | Odyssey 5                                  | Marc Taggart                                           | Papel recurrente, 10 episodios                    |
| 2006      | Grey's Anatomy                             | Wade Solomon                                           | Episodio: "Break on Throug"                       |
| 2006      | CSI: Miami                                 | Robert Gordon                                          | Episodio: "Deviant"                               |
| 2006      | The Unit                                   | Keith Soto                                             | Episodio: "Exposure"                              |
| 2006-2008 | Jericho                                    | Eric Green                                             | Elenco principal                                  |
| 2008      | Flashpoint                                 | Sergeant Pete Fitzhaven                                | Episodio: "Asking for Flowers"                    |
| 2008-2009 | Ghost Whisperer                            | Sam Lucas                                              | Papel recurrente, 15 episodios                    |
| 2009      | Sin rastro                                 | Derek Wilson                                           | Episodio: "Undertow"                              |
| 2009      | La amenaza de Casandra                     | Russ Hapscomb                                          | Miniseries, 2 episodios                           |
| 2009      | Iron Road                                  | Edgar                                                  | Miniseries, 2 episodios                           |
| 2010      | Lie to Me                                  | Duane Corey                                            | Episodio: "Bullet Bump"                           |
| 2010      | Hawaii Five-0                              | Craig Ellers / Paul Stark                              | Episodio: "Lanakila (Victory)"                    |
| 2010      | Law & Order: LA                            | Terry Walker                                           | Epsiodio: "Sylmar"                                |
| 2010      | Detroit 1-8-7                              | Jeffrey Cage                                           | Episodio: "Broken Engagement/Trashman"            |
| 2010      | Mentes criminales                          | Drew Jacobs                                            | Episodio: "What Happens at Home…"                 |
| 2011      | Private Practice                           | Elliot                                                 | Episodio: "A Step Too Far"                        |
| 2011      | Castle                                     | Paul Whittaker                                         | Episodio: "Heroes and Villains"                   |
| 2011      | El mentalista                              | Tom Wlilcox                                            | Episodio: "Fugue in Red"                          |
| 2012      | Grimm                                      | Larry McKenzie / Bigfoot                               | Episodio: "Big Feet"                              |
| 2012      | Drop Dead Diva                             | Rick Keller                                            | Episodio: "Family Matters"                        |
| 2012      | CSI: Crime Scene Investigation             | Dalton Burke                                           | Episodio: "Risky Business Class"                  |
| 2013      | NCIS: Los Angeles                          | Danny Gallagher                                        | Episodio: "Red: Part One"                         |
| 2013      | Monday Mornings                            | Asher Knox                                             | Episodio: "Family Ties"                           |
| 2013      | Bones                                      | Ben Carr                                               | Episodio: "The Pathos in the Pathogens"           |
| 2013      | Body of Proof                              | Robert Riley                                           | Episodio: "Breakout"                              |
| 2013      | Haven                                      | Cliff                                                  | Episodio: "The Trouble with Troubles"             |
| 2014      | The Night Shift                            | George                                                 | Episodio: "Grace Under Fire"                      |
| 2014      | Switched at Birth                          | Wes Gable                                              | Papel recurrente, 12 episodios                    |
| 2014      | NCIS: Naval Criminal Investigative Service | Nathan Curtis                                          | 2 episodios                                       |
| 2015      | CSI: Cyber                                 | Steve Reynolds                                         | Episodio: "Kidnapping 2.0"                        |
| 2015      | The Astronaut Wives Club                   | Deke Slayton                                           | Elenco principal                                  |
| 2015      | Major Crimes                               | Sam Curtis                                             | Episodio: "Talking the Fall"                      |
| 2015      | Minority Report                            | Brian Stanton                                          | Episodio: "Fiddle's Neck"                         |
| 2016      | Code Black                                 | Cory Rockman                                           | Episodio: "First Date"                            |
| 2016-2017 | Frequency                                  | Deacon Joe Hurley                                      | Papel recurrente, 6 episodios                     |
| 2016      | Notorious                                  | Detective Ken Matthews                                 | 3 episodios                                       |
| 2017-2021 | Star Trek: Discovery                       | Kol / Kol-Sha / Tenavik / Aurellio                     | Papel recurrente, 10 episodios                    |
| 2018      | The Detectives                             | Detective Richard                                      | Episodio: "Jackie"                                |
| 2019      | See                                        | Edi Voss                                               | Sin acreditar, episodio: "House of Enlightenment" |
| 2019-2020 | Nancy Drew                                 | Joshua Dodd                                            | Papel recurrente, 6 episodios                     |
| 2020      | Star Trek: Lower Decks                     | Black Ops Officer 2 / Romulan Guard 1 / Tweerk Captain | Papel de voz, episodio: "Veritas"                 |
| 2022      | The Old Man                                | Joe                                                    | Último papel, 3 episodios                         |

### Cine
| Año  | Título               | Personaje      | Notas         |
| ---- | -------------------- | -------------- | ------------- |
| 2000 | No Man's Land        | Soldier        | Cortometrajes |
| 2001 | The Green            | Ric            | Cortometrajes |
| 2002 | Why Don't You Dance? | Chris          | Cortometrajes |
| 2003 | The Recruit          | Alan           |               |
| 2004 | Miracle              | Ralph Cox      |               |
| 2005 | Tennis, Anyone…?     | Nick Allen     |               |
| 2007 | Home of the Giants   | Keith Morrison |               |
| 2010 | AIDS: We Did It!     | Desconocido    | Cortometraje  |
| 2015 | 5-25-77              | John Dykstra   |               |
| 2019 | Capitana Marvel      | Joseph Danvers |               |